# کارپینونه
کارپینونه (به ایتالیایی: Carpinone) یک کومونه در ایتالیا است که در استان ایسرنیا واقع شده‌است.

## خصوصیات
کارپینونه ۳۲٫۵ کیلومترمربع مساحت و ۱٬۲۷۳ نفر جمعیت دارد و ۶۳۶ متر بالاتر از سطح دریا واقع شده‌است.